# Corinne Robert
Corinne Robert, née le 17 octobre 1970 à Falaise (Calvados), est une gymnaste française dans la discipline du tumbling, licenciée à l'AS Ronchin sous la direction de Christophe Lambert. 
Sa sœur cadette Chrystel née le 31 juillet 1973 est quadruple championne du monde individuelle.

## Palmarès (tumbling)

### Mondial
- triple championne du monde par équipes (FIT) en 1990, 1992 et 1994;
- Vice-championne du monde individuelle (FIT) en 1990;
- Vice-championne du monde par équipes (FIT) en 1986;

### Européen
- Championne d'Europe individuelle (FIT) en 1989, 1991;
- Triple championne d'Europe par équipes (FIT) en 1989, 1991, 1993 ;
- Vice-championne d'Europe individuelle (FIT) en 1993, 1995[3].